# Dąbrowy Ceranowskie
Dąbrowy Ceranowskie este o arie protejată (sit de importanță comunitară — SCI) din Polonia întinsă pe o suprafață de 161,79 ha, integral pe uscat.

## Localizare
Centrul sitului Dąbrowy Ceranowskie este situat la coordonatele 52°38′34″N 22°09′19″E / 52.6428°N 22.1553°E.

## Înființare
Situl Dąbrowy Ceranowskie a fost declarat sit de importanță comunitară în octombrie 2009 pentru a proteja un număr necunoscut de specii din flora spontană și fauna sălbatică aflate în arealul zonei.

## Biodiversitate
Situată în ecoregiunea continentală, aria protejată conține 2 habitate naturale: Păduri de stejar și carpen Galio-Carpinetum, Păduri stepice euro-siberiene cu Quercus spp..
La baza desemnării sitului se află un număr nedeclarat de specii protejate.
Pe lângă speciile protejate, pe teritoriul sitului au mai fost identificate 16 specii de plante.